# Lucrezia Ruggiero
Lucrezia Ruggiero (Roma, 7 de junio de 2000) es una deportista italiana que compite en natación sincronizada.
Ganó seis medallas en el Campeonato Mundial de Natación entre los años 2022 y 2025, y cinco medallas en el Campeonato Europeo de Natación, en los años 2022 y 2025. En los Juegos Europeos de Cracovia 2023 consiguió cinco medallas.

## Palmarés internacional
| Campeonato Mundial | Campeonato Mundial  | Campeonato Mundial | Campeonato Mundial |
| Año                | Lugar               | Medalla            | Prueba             |
| ------------------ | ------------------- | ------------------ | ------------------ |
| 2022               | Budapest (Hungría)  | Medalla de oro     | Dúo técnico mixto  |
| 2022               | Budapest (Hungría)  | Medalla de oro     | Dúo libre mixto    |
| 2023               | Fukuoka (Japón)     | Medalla de plata   | Dúo técnico        |
| 2023               | Fukuoka (Japón)     | Medalla de plata   | Equipo técnico     |
| 2025               | Singapur (Singapur) | Medalla de plata   | Dúo libre          |
| 2025               | Singapur (Singapur) | Medalla de bronce  | Dúo técnico mixto  |
| Juegos Europeos    |                     |                    |                    |
| Año                | Lugar               | Medalla            | Prueba             |
| 2023               | Oświęcim (Polonia)  | Medalla de oro     | Dúo técnico mixto  |
| 2023               | Oświęcim (Polonia)  | Medalla de plata   | Dúo libre mixto    |
| 2023               | Oświęcim (Polonia)  | Medalla de plata   | Equipo técnico     |
| 2023               | Oświęcim (Polonia)  | Medalla de plata   | Equipo libre       |
| 2023               | Oświęcim (Polonia)  | Medalla de bronce  | Rutina acrobática  |
| Campeonato Europeo |                     |                    |                    |
| Año                | Lugar               | Medalla            | Prueba             |
| 2022               | Roma (Italia)       | Medalla de oro     | Dúo técnico mixto  |
| 2022               | Roma (Italia)       | Medalla de oro     | Dúo libre mixto    |
| 2025               | Funchal (Portugal)  | Medalla de oro     | Dúo libre          |
| 2025               | Funchal (Portugal)  | Medalla de plata   | Dúo libre mixto    |
| 2025               | Funchal (Portugal)  | Medalla de bronce  | Dúo técnico mixto  |